# Campeonato Nacional de Futebol Feminino
Die Campeonato Nacional de Futebol Feminino (port. für nationale Meisterschaft des Frauenfußballs) ist die vom nationalen Fußballverband Portugals FPF seit 1993 jährlich ausgetragene nationale Meisterschaft der Frauenfußballvereine. Die Meisterschaft ist der Nachfolgewettbewerb der zwischen 1985 und 1993 ausgespielten Taça Nacional, deren Gewinner rückwirkend als nationale Meister anerkannt werden.

## Primeira Divisão
Der Ligabetrieb im portugiesischen Frauenfußball wurde im Jahr 2008 etabliert. Seither wird der nationale Meistertitel und damit die Qualifikation für die UEFA Women’s Champions League in der ersten Spielklasse der Primeira Divisão ausgespielt. Bis einschließlich der Saison 2015/16 wurde der Wettbewerb in der ersten Liga rundenbasierend ausgetragen, seit 2016/17 wird er in einer tabellarischen Gesamtwertung entschieden. Die Teilnehmerzahl der ersten Liga ist seit der Spielzeit 2017/18 auf zwölf Vereine beschränkt.
Zur Saison 2016/17 konnten die portugiesischen Spitzenvereine Sporting Lissabon und Sporting Braga mit ihren neu aufgestellten Frauenteams direkt in den Wettbewerb der ersten Liga einsteigen, wo sie sofort die sportliche Dominanz übernahmen.

### Chronologie der Meister
Taça Nacional
- 1985/86 – Boavista Porto
- 1986/87 – Boavista Porto
- 1987/88 – Boavista Porto
- 1988/89 – Boavista Porto
- 1989/90 – Boavista Porto
- 1990/91 – Boavista Porto
- 1991/92 – Boavista Porto
- 1992/93 – Boavista Porto

Campeonato Nacional
- 1993/94 – Boavista Porto
- 1994/95 – Boavista Porto
- 1995/96 – AD Cultural de Lobão
- 1996/97 – Boavista Porto
- 1997/98 – Gatões FC
- 1998/99 – Gatões FC
- 1999/00 – SU 1º Dezembro
- 2000/01 – Gatões FC
- 2001/02 – SU 1º Dezembro
- 2002/03 – SU 1º Dezembro
- 2003/04 – SU 1º Dezembro
- 2004/05 – SU 1º Dezembro
- 2005/06 – SU 1º Dezembro
- 2006/07 – SU 1º Dezembro
- 2007/08 – SU 1º Dezembro
- 2008/09 – SU 1º Dezembro
- 2009/10 – SU 1º Dezembro
- 2010/11 – SU 1º Dezembro
- 2011/12 – SU 1º Dezembro
- 2012/13 – Atlético Ouriense
- 2013/14 – Atlético Ouriense
- 2014/15 – CF Benfica
- 2015/16 – CF Benfica
- 2016/17 – Sporting Lissabon
- 2017/18 – Sporting Lissabon
- 2018/19 – Sporting Braga
- 2019/20 – Meisterschaft abgebrochen
- 2020/21 – Benfica Lissabon
- 2021/22 – Benfica Lissabon
- 2022/23 – Benfica Lissabon
- 2023/24 – Benfica Lissabon
- 2024/25 – Benfica Lissabon

### Statistik
| Rang | Klub                 | Titel |
| ---- | -------------------- | ----- |
| 1    | SU 1º Dezembro       | 12    |
| 2    | Boavista FC          | 11    |
| 3    | Benfica Lissabon     | 04    |
| 4    | Gatões FC            | 03    |
| 5    | Atlético Ouriense    | 02    |
| 5    | CF Benfica           | 02    |
| 5    | Sporting Lissabon    | 02    |
| 8    | AD Cultural de Lobão | 01    |
| 8    | Sporting Braga       | 01    |

| Saison  | Spielerin       | Verein           | Tore |
| ------- | --------------- | ---------------- | ---- |
| 2016/17 | Joana Vieira    | CF Benfica       | 34   |
| 2017/18 | Laura Luís      | Sporting Braga   | 32   |
| 2018/19 | Vanessa Marques | Sporting Braga   | 26   |
| 2020/21 | Vitória Almeida | FC Famalicão     | 23   |
| 2021/22 | Mafalda Marujo  | Amora FC         | 22   |
| 2022/23 | Cloé Lacasse    | Benfica Lissabon | 22   |
| 2023/24 | Kika Nazareth   | Benfica Lissabon | 17   |

### Teilnehmer der Primeira Divisão 2019/20
| Verein               | Stadt              |
| -------------------- | ------------------ |
| Clube de Albergaria  | Albergaria-a-Velha |
| CF Benfica           | Lissabon           |
| Benfica Lissabon (N) | Lissabon           |
| Sporting Braga (M)   | Braga              |
| AD Ovarense          | Ovar               |
| Sporting Lissabon    | Lissabon           |
| UR Cadima (N)        | Cantanhede         |
| Atlético Ouriense    | Ourém              |
| Valadares Gaia FC    | Vila Nova de Gaia  |
| GDC A-dos-Francos    | A dos Francos      |
| Marítimo Funchal     | Funchal            |
| GD Estoril Praia     | Estoril            |

## Segunda Divisão
Die zweite Liga ist zur Spielzeit 2008/09 etabliert wurden und wird seither in einem auf Runden basierenden Wettbewerbsmodus ausgetragen. In einer Qualifikationsphase ermitteln die in mehrere Gruppen aufgeteilten Vereine die Teilnehmer für eine K.-o.-Runde, in der die Zweitligameisterschaft entschieden und die Aufsteiger in die erste Liga ermittelt werden.
Zur Spielzeit 2018/19 nehmen 48 Vereine aufgeteilt zu fünf Gruppen am Zweitligawettbewerb teil, zu deren Teilnahme ein entsprechender Qualifikationsweg über die Wettbewerbe der einzelnen portugiesischen Distriktverbände beschritten werden muss. Zur Saison 2018/19 meldete der Distriktverband von Lissabon das neue Frauenteam des Spitzenclubs Benfica Lissabon als seinen Vertreter für den Zweitligawettbewerb an.
| Chronologie der Zweitligameister - 2008/09 – Odivelas FC - 2009/10 – CF Benfica - 2010/11 – Casa do Povo de Martim - 2011/12 – Atlético Ouriense - 2012/13 – GDC A-dos-Francos - 2013/14 – Leixões SC - 2014/15 – Viseu 2001 ADSC - 2015/16 – CAC Pontinha - 2016/17 – Quintajense FC - 2017/18 – AD Ovarense - 2018/19 – Benfica Lissabon |